# Jagdgeschwader 54 »Grünherz«
Jagdgeschwader 54 »Grünherz« (dobesedno slovensko: Lovski polk 54 »Grünherz«; kratica JG 54) je bil lovski letalski polk (Geschwader) v sestavi nemške Luftwaffe med drugo svetovno vojno.

## Organizacija
- štab
- I. skupina
- II. skupina
- III. skupina
- IV. skupina
- Nadomestna skupina

## Vodstvo polka
Poveljniki polka (Geschwaderkommodore)
- Major Martin Mettig: 1. februar 1940
- Oberstleutnant Hannes Trautloft: 25. avgust 1940
- Major Hubertus von Bonin: 6. julij 1943 - 15. december 1943
- Oberstleutnant Anton Mader: 28. januar 1944 - september 1944
- Oberst Dieter Hrabak: 1. oktober 1944 - 8. maj 1945